# Parafia Trójcy Przenajświętszej w Okopach Świętej Trójcy
Parafia Trójcy Przenajświętszej w Okopach Świętej Trójcy – parafia znajdująca się w archidiecezji lwowskiej w dekanacie Czortków, na Ukrainie.

## Historia
Parafia erygowana w 1693 przy wybudowanym z fundacji Jana III Sobieskiego kościele. Kościół został spalony przez Rosjan w 1769 podczas walk z konfederatami barskimi. W późniejszych czasach Okopy Świętej Trójcy należały do parafii w Mielnicy.
Kościół został odbudowany w 1903 przez Mieczysława Dunina Borkowskiego. Po zajęciu miejscowości przez Armię Czerwoną w 1939 kościół został zamknięty i parafia przestała istnieć. Świątynia została spalona przez UPA. Po wojnie wykorzystywana jako magazyn. Po upadku ZSRS zwrócony katolikom i odbudowany. 14 czerwca 2014 rekonsekrował go biskup kamieniecki Leon Dubrawski.